# 스미노프

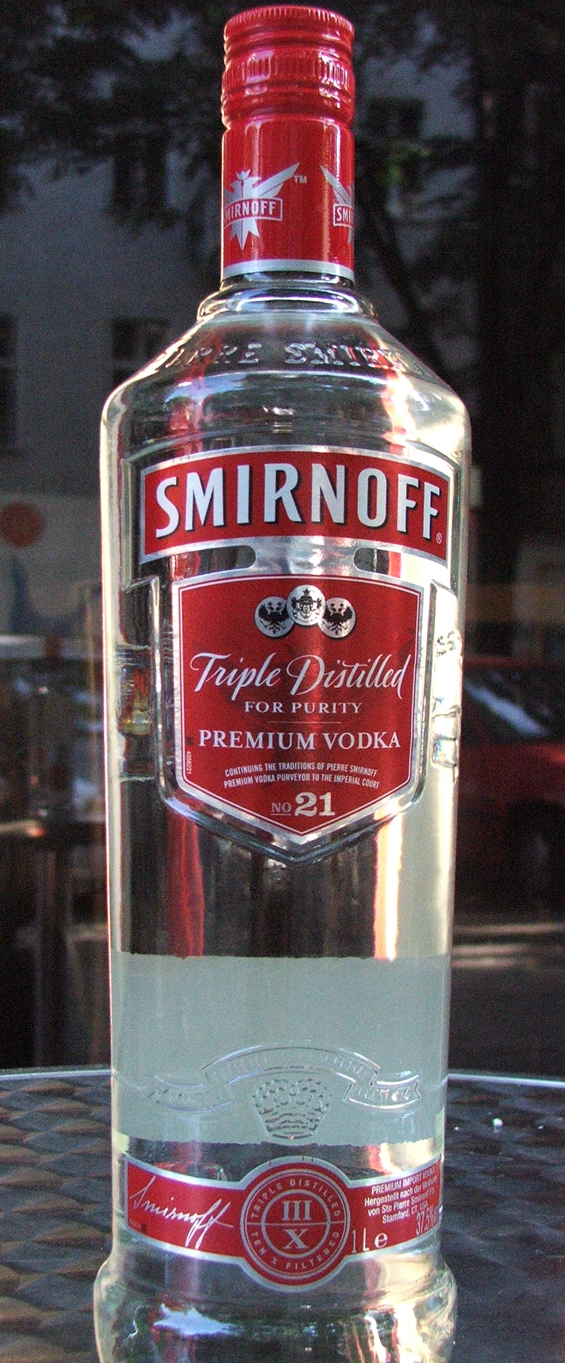

스미노프(Smirnoff)는 영국의 보드카 브랜드로, 1860년대 러시아의 표트르 아르세니에비치 스미르노프(Pyotr Arsenievich Smirnov)에 의해 개발되었으며, 1997년부터 디아지오 산하에 있다.